# Oxer

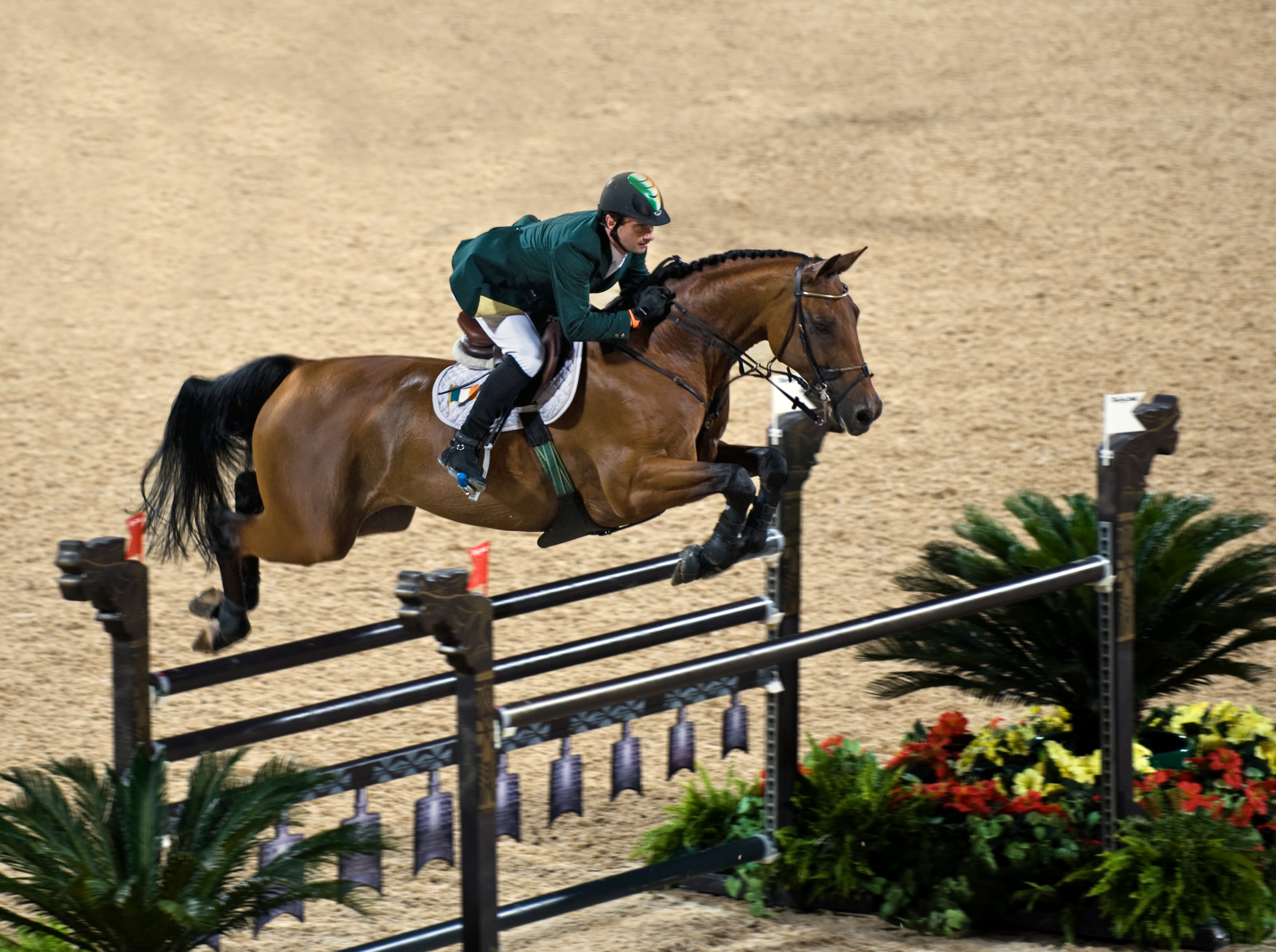
Der irische Springreiter Denis Lynch mit Lantinus beim Sprung über einen Oxer

Als einen Oxer bezeichnet man im Springreiten ein Hindernis für einen Hochweitsprung. Das Pferd muss also über einen Oxer nicht nur nach oben, sondern auch nach vorne springen. Dabei besteht der hintere Teil des Hindernisses im Gegensatz zum Doppelrick nur aus einer Stange (Oxerstange). Ein Oxer darf daher nur in einer Richtung gesprungen werden.

## Höhe und Breite
Die Maße des Oxers werden in Springprüfungen der FN in Abhängigkeit vom Niveau festgelegt. In der untersten Klasse beträgt die Mindesthöhe 80 cm und die Mindestweite 1 Meter. In den höchsten Klassen können Oxer bis zu 160 cm hoch und 2 Meter breit sein.
Einen Oxer, dessen oberste vordere Stange genauso hoch ist wie die hintere, bezeichnet man als Karéeoxer. Oxer, bei denen die hintere Stange X Stufen höher ist als die vordere, heißen X über Karée.

## Triplebarre

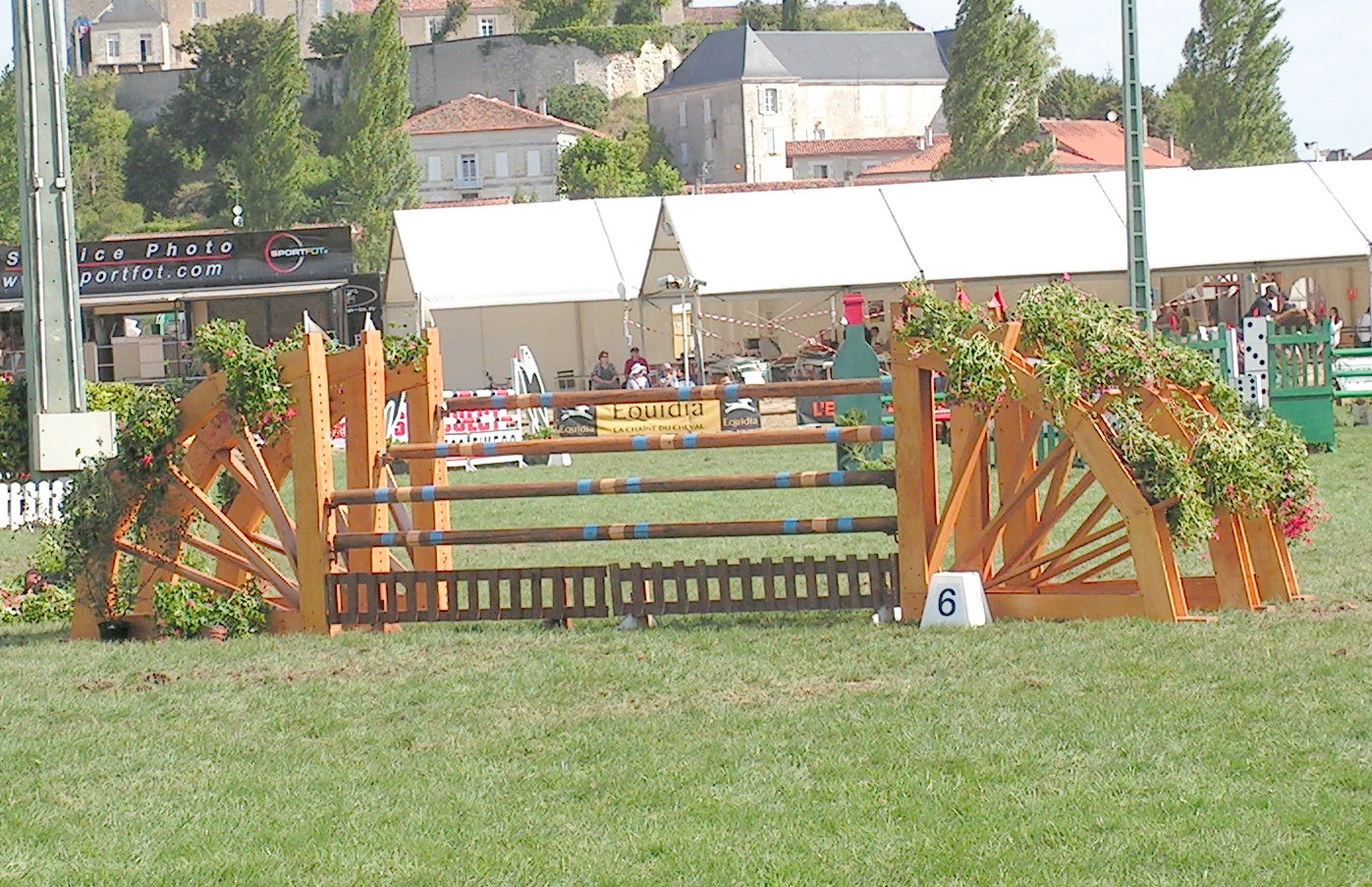
Triplebarre bei CSI*-Turnier

Eine Triplebarre ist ein Hochweitsprung-Hindernis mit meist drei ansteigend hohen Elementen. An eine Triplebarre muss näher herangeritten werden als an einen Oxer, da die Sprungkurve erst am hinteren Element eine große Höhe erreichen muss.